# Hyoyeon
Hyoyeon (* 22. September 1989 in Incheon), vollständiger Name Kim Hyo-yeon, ist eine südkoreanische Tänzerin, Sängerin und Mitglied der Band Girls’ Generation.

## Leben
Hyoyeon wuchs mit ihrem jüngeren Bruder Min-gu bei ihren Eltern auf. Als sie die Grundschule besuchte, begann sie, Tanzunterricht zu nehmen. In der örtlichen Hip-Hop-Schule lernte sie Hip-Hop, Jazz Dance und Latin Dance. Ab 1999 besuchte sie die Winners Dance School, eine Tanzschule in Südkorea, die sich auf die Richtungen Popping, Locking, Animation und weitere Streetdance-Richtungen spezialisiert hat. In der Schule bildete sie zusammen mit der Tänzerin Min, die heute Mitglied der Girlgroup miss A ist, das Tanzteam „Little Winners“ (리틀위너스). Das Duo hatte einige Tanzauftritte und wurde in der Szene bekannt.
2000 tanzte Hyoyeon beim S.M. Casting System vor und wurde von S.M. Entertainment geschult und ausgebildet. Sie lernte ihre Tanzbewegungen unter anderem von den Electric Boogaloos und anderen weltweit bekannten Choreografen wie Kim Hye-rang, Poppin Shin, Kwang Hoo (Crazy Monkey), und Shim Jae-won von Black Beat. Weiterhin beherrscht Hyoyeon die Tänze Jive, Ballett und Cha-Cha-Cha.
Im März 2004 reiste sie zusammen mit Choi Si-won nach Peking, um dort an The Second High School Attached to Beijing Normal University für acht Monate Hochchinesisch zu lernen. Deshalb spricht sie sowohl Hochchinesisch als auch ihre Muttersprache, Koreanisch.
Hyoyeon ist beidhändig. Sie ist Mitglied von 문미엔 (Munmien), einer christlichen Gruppierung von Stars aus der kulturellen Unterhaltungsbranche, die zusammenkommt, um gemeinsam zu beten.

### Karriere
Auf dem M.net KM Music Festival 2005 war Hyoyeon während eines Auftritts die Silhouettentänzerin von BoA. 2007 bildete sie zusammen mit Shim Jae-won ein Tanzteam und führten zusammen den Song „Anonymous“ von Bobby Valentino auf. Am 9. Juli 2007 wurde Hyoyeon als Mitglied von S.M. Entertainments neuer Girlband vorgestellt, deren Name, Girls’ Generation, erst später bekanntgegeben wurde.
Am 7. März 2010 hatte sie zusammen mit ihren Bandkolleginnen Jessica und Sooyoung einen Cameoauftritt in der TV-Serie Oh! My Lady (오! 마이 레이디) von SBS.
Zusammen mit Sunny und sechs weiteren Popstars ist sie reguläres Mitglied der zweiten Staffel von Invincible Youth. Die Ausstrahlung beginnt am 12. November 2011.
Am 28. November 2016 wurde offiziell bekannt gegeben, dass die Tänzerin als drittes Mitglied von Girls’ Generation ihr eigenes Solo-Album veröffentlichen würde. Das Album mit dem Titeltrack Mystery soll am 2. Dezember 2016 veröffentlicht und für zwei Wochen aktiv beworben werden. Am 1. Juni 2017 veröffentlichte sie ihre zweite Single Wannabe.

### Girls’ Generation
Die südkoreanische Mädchengruppe Girls’ Generation (소녀시대; 少女時代) wurde 2007 von S.M. Entertainment gegründet. Am 2. August 2007 erschien ihre erste Single „Into the New World“. Das erste Album Girls’ Generation war das erste einer Girlgroup seit 2002, das sich in Südkorea über 100.000 Mal verkaufte. An diesen Erfolg konnte die Gruppe mit dem folgenden Album und EPs problemlos anknüpfen.
2009 gelang der Gruppe mit dem Titel „Gee“ ein Riesenerfolg. Mit dem Song stellte die Gruppe einen neuen Rekord in der KBS-Sendung Music Bank auf, indem sie neun aufeinanderfolgende Wochen den ersten Platz erreichten. Im August 2010 begann die Gruppe damit, ihre musikalischen Aktivitäten nach Japan auszuweiten. Zudem ist die Gruppe seit Dezember 2009 auf Asientournee.